# Parc national de l'Ichkeul
Le parc national de l'Ichkeul (arabe : المحمية الوطنية إشكل) est un site naturel situé au nord de la Tunisie, plus précisément à 25 kilomètres au sud-ouest de Bizerte et à quinze kilomètres des villes de Menzel Bourguiba et Mateur, sur le territoire du gouvernorat de Bizerte. Il est géré par le ministère de l'Agriculture, plus précisément par la sous-direction de la chasse et des parcs nationaux rattachée à la Direction générale des forêts.

## Historique
Ce parc a été une réserve de chasse sous le règne de la dynastie des Hafsides au XIIIe siècle puis est devenu propriété du domaine public au début du XXe siècle. Il a bénéficié des protections nationales et internationales. Classé réserve mondiale de biosphère par l'Unesco en 1977 (programme sur l'homme et la biosphère), il est inscrit au patrimoine mondial naturel de l'Unesco en 1979 en répondant au critère suivant : « contenir les habitats naturels les plus représentatifs et les plus importants pour la conservation in situ de la diversité biologique, y compris ceux où survivent des espèces menacées ayant une valeur universelle exceptionnelle du point de vue de la science ou de la conservation ». Un parc national est créé par le décret présidentiel no 80-1608 du 18 décembre 1980. La même année, le site est inscrit sur la liste des sites protégés par la convention de Ramsar.
Il est jumelé avec le parc national d'El-Kala, localisé dans le nord-est de l'Algérie, depuis 1980.

## Descriptif
Il s'agit d'une zone humide couvrant une superficie totale de 12 600 hectares et servant d'hivernage pour 180 espèces d'oiseaux dont certaines sont rares. Il est formé du lac Ichkeul d'une superficie de 8 500 hectares, de marais d'une superficie de 2 737 hectares et d'un massif montagneux culminant à 510 mètres d'altitude et appelé djebel Ichkeul. Le lac offre la particularité d'être alimenté par six oueds en eau douce durant l'hiver et d'être relié à la mer Méditerranée via le lac de Bizerte (par le canal de Tinja) durant l'été, ce qui augmente fortement la salinité de ses eaux. Le lac est l'ultime vestige d'une chaîne de lacs qui s'étendait jadis à travers l'Afrique du Nord.

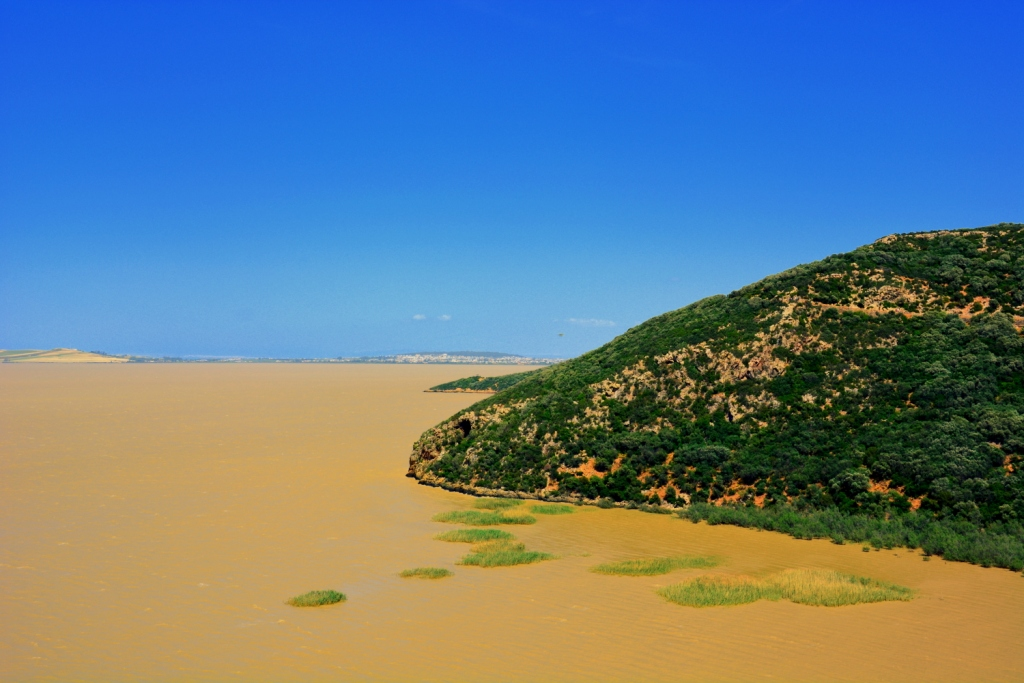
Paysage du bord du lac Ichkeul.

Cet espace est l'une des plus importantes réserves ornithologiques d'Afrique du Nord. Il accueille une faune et une flore variées. Ainsi, on peut compter entre 200 et 400 000 oiseaux durant l'hiver dont des espèces rares, telles que la talève sultane, la marmaronette marbrée, et des espèces courantes comme l'oie cendrée, le canard sauvage, la cigogne ou le flamant rose. Le lac héberge une plante, le potamogéton, qui sert de nourriture de base aux oiseaux. Le lac, ainsi que les marais, accueillent par ailleurs des espèces de poissons à eaux saumâtres. Le massif montagneux calcaire est recouvert par des oliviers et des lentisques.
Le parc dispose de bains datant du Moyen Âge et encore utilisés par quelques habitants.

## Flore
Le parc abrite deux espèces de plantes endémiques : Teucrium schoenenbergeri et Limonium boitardii.

## Faune

### Mammalofaune
La loutre d'Europe (Lutra lutra), chassée pour sa chair, pourrait avoir disparu du site. Le sanglier (Sus scrofa), le buffle domestique (Bubalus bubalis) introduit, le porc-épic à crête (Hystrix cristata), le chacal doré (Canis aureus), la genette commune (Genetta genetta), le rat des pharaons (Herpestes ichneumon) et le chat sauvage d’Afrique ou chat ganté (Felis silvestris lybica) sont présents sur le site.

### Herpétofaune
L'herpétofaune est représentée pour les amphibiens par la grenouille du Sahara (Pelophylax saharicus), le discoglosse peint (Discoglossus pictus), le crapaud de Mauritanie (Amietophrynus mauritanicus), le crapaud vert d’Afrique du Nord (Bufotes boulengeri), la rainette méridionale (Hyla meridionalis), qui en Tunisie et dans l'ouest de l'Algérie forme une unité évolutive distincte qui mériterait un statut spécifique, et le pleurodèle de poiret (Pleurodeles nebulosus).
Deux tortues aquatiques sont présentes — l'émyde lépreuse (Mauremys leprosa) et la cistude (Emys orbicularis) — ainsi qu'une espèce de tortue terrestre : la tortue mauresque de Tunisie (Testudo graeca nabeulensis).
Les squamates sont représentés par :
- deux Lacertidae : le lézard ocellé d’Afrique du Nord (Timon pater) et le psamodrome algide (Psammodromus algirus) ;
- un Scincidae : le seps ocellé (Chalcides ocellatus) ;
- un Chamaeleonidae : le caméléon commun (Chamaeleo chamaeleon) ;
- deux Gekkota : la tarente (Tarentola mauritanica) et l'hémidactyle (Hemidactylus turcicus) ;
- deux Colubridae : la couleuvre fer-à-cheval (Hemorrhois hippocrepis) et la couleuvre à capuchon (Macroprotodon mauritanicus) ;
- un Natricidae : la couleuvre vipérine (Natrix maura) ;
- un Psammophiinae : la couleuvre de Montpellier (Malpolon insignitus) ;
- un Viperidae : la vipère de Mauritanie (Daboia mauritanica), la seule espèce qui représente un danger pour l'homme dans le parc.

Le crapaud commun (Bufo spinosus), signalé comme présent par l’écomusée du parc, est limité à l’extrême nord-ouest de la Tunisie et n'est donc sans doute pas présent dans le parc. Le seps tridactyle (Chalcides chalcides) est sans doute présent.

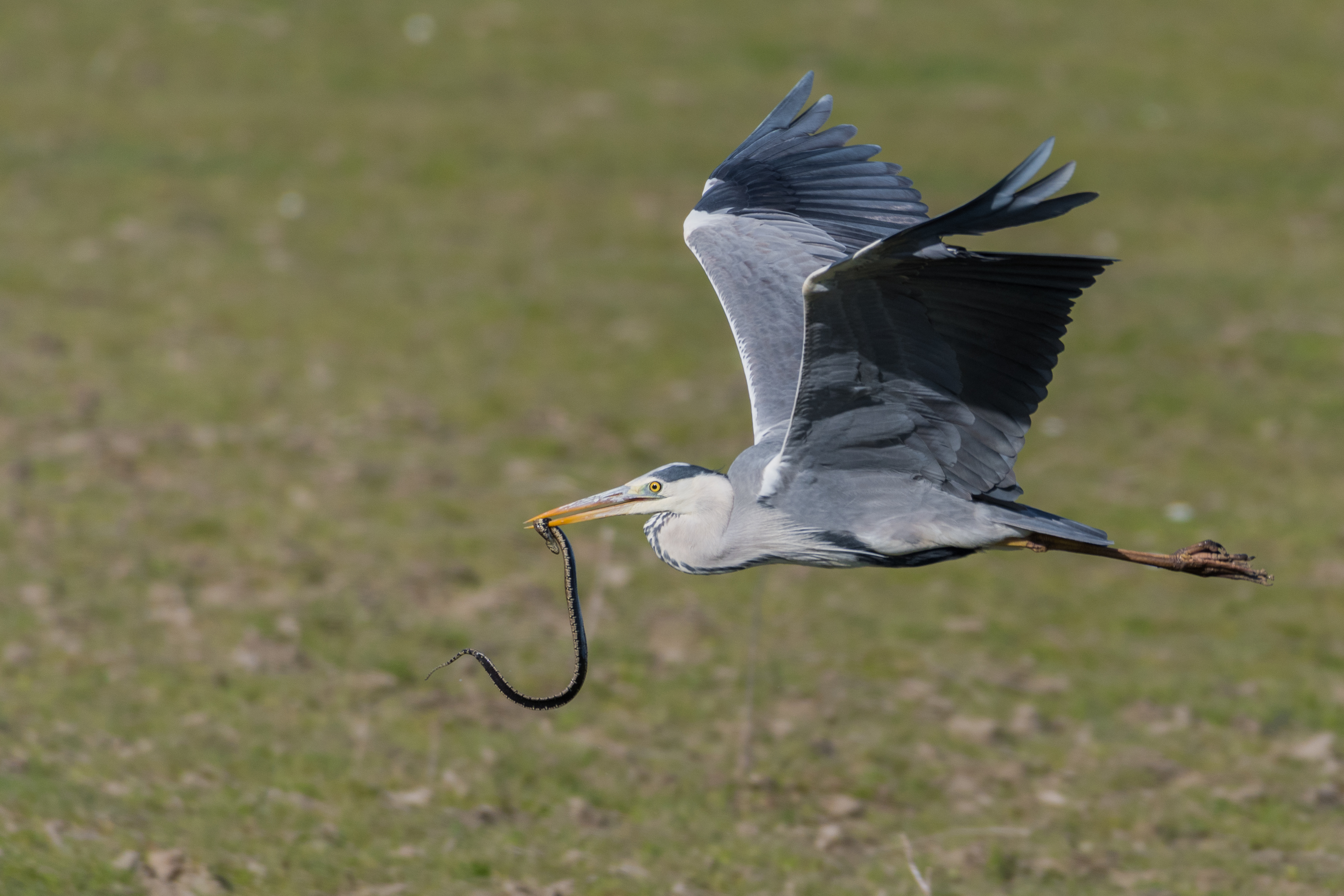
Héron cendré emportant une couleuvre vipérine dans le parc.
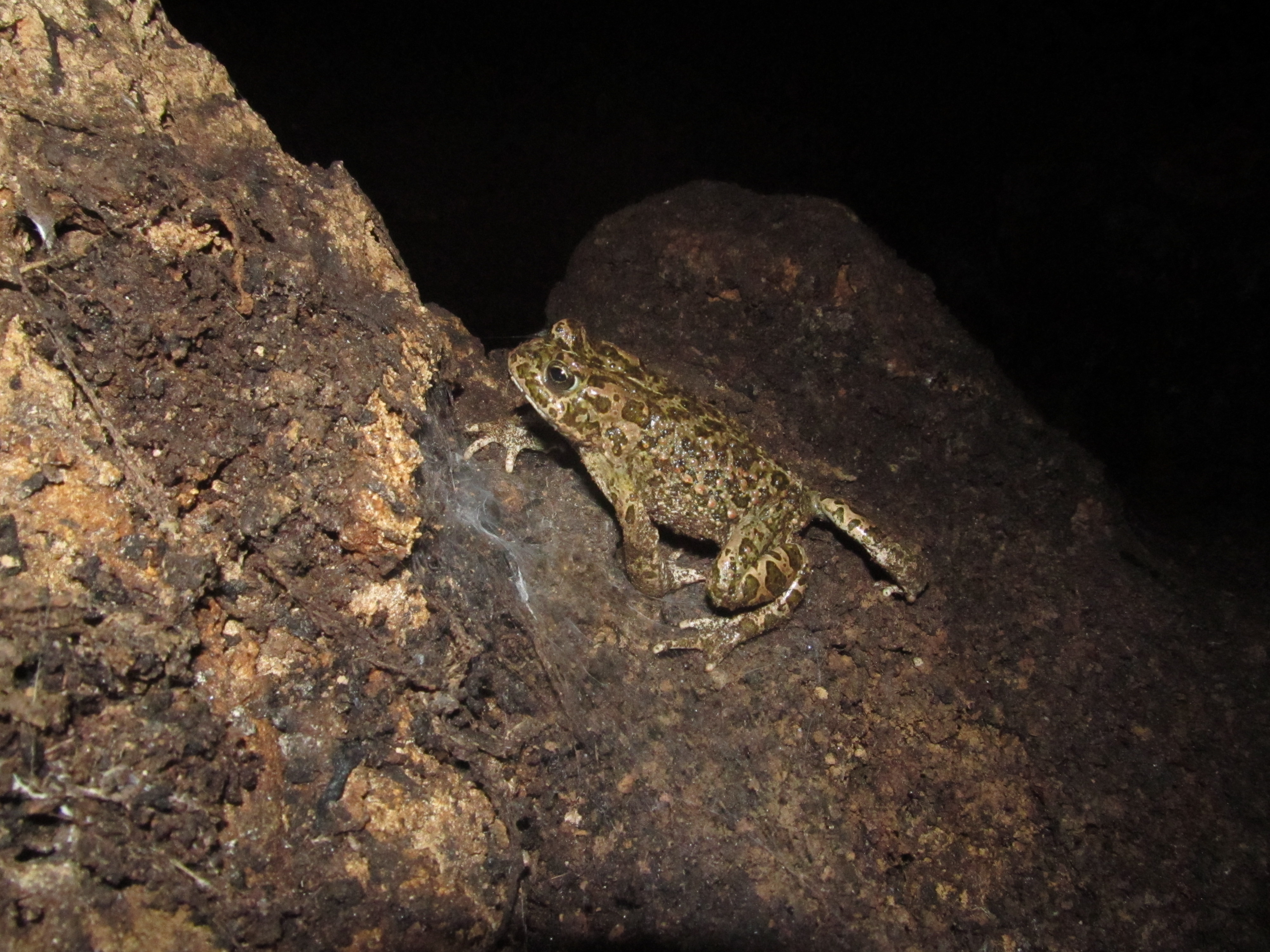
Bufotes boulengeri dans la grotte du parc.
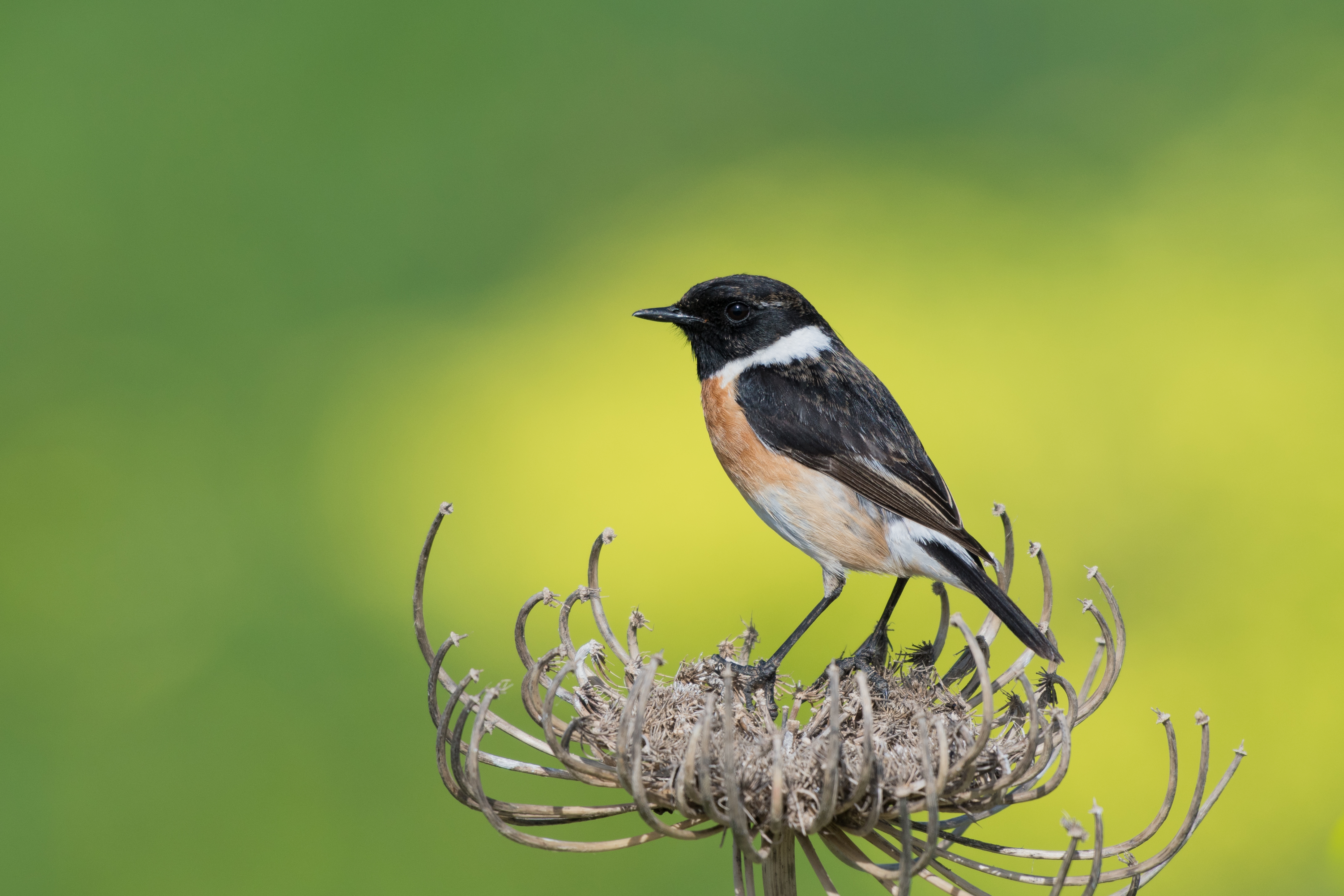
Saxicola rubicola mâle dans le parc.
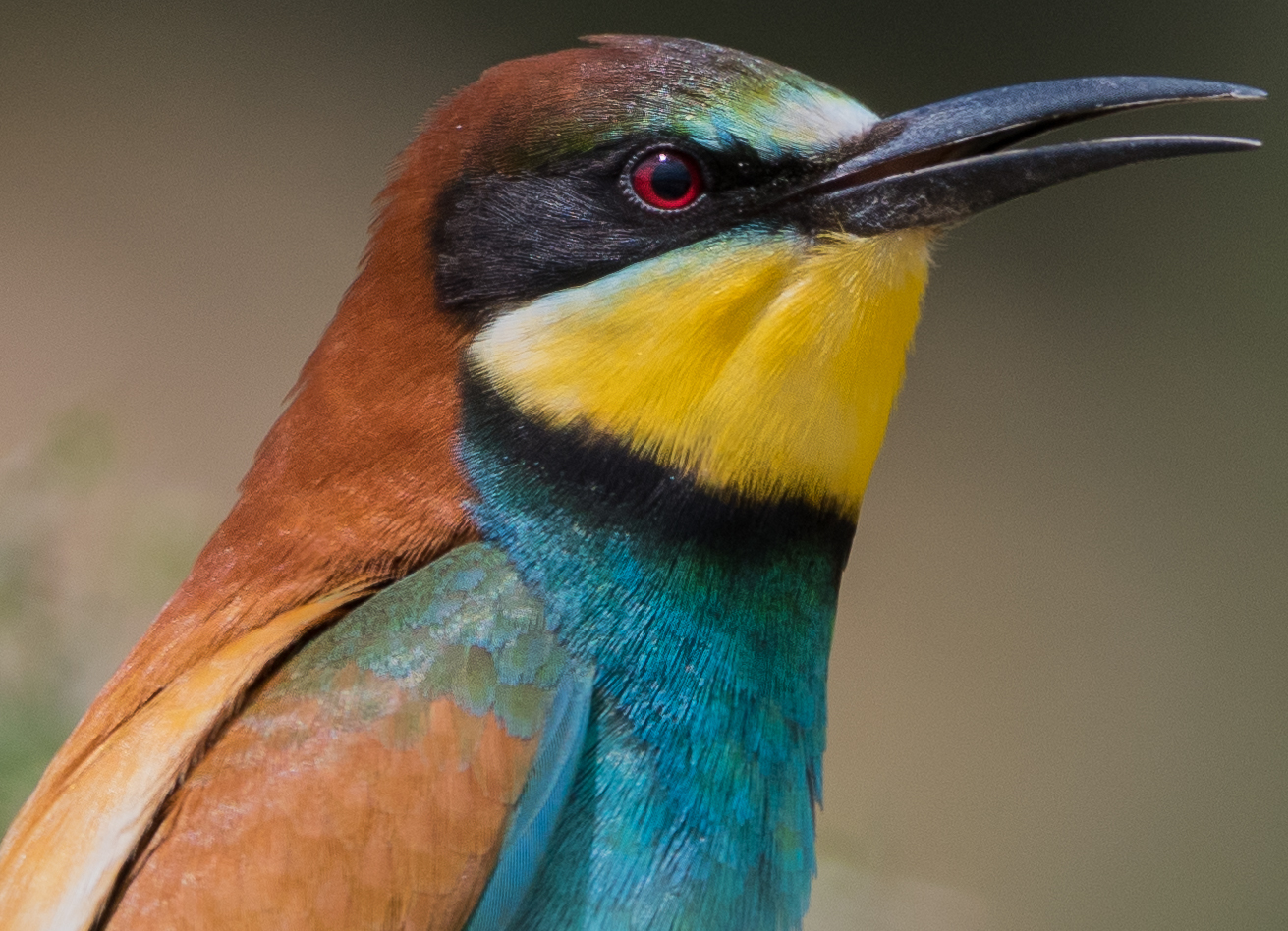
Guêpier d'Europe mâle dans le parc.
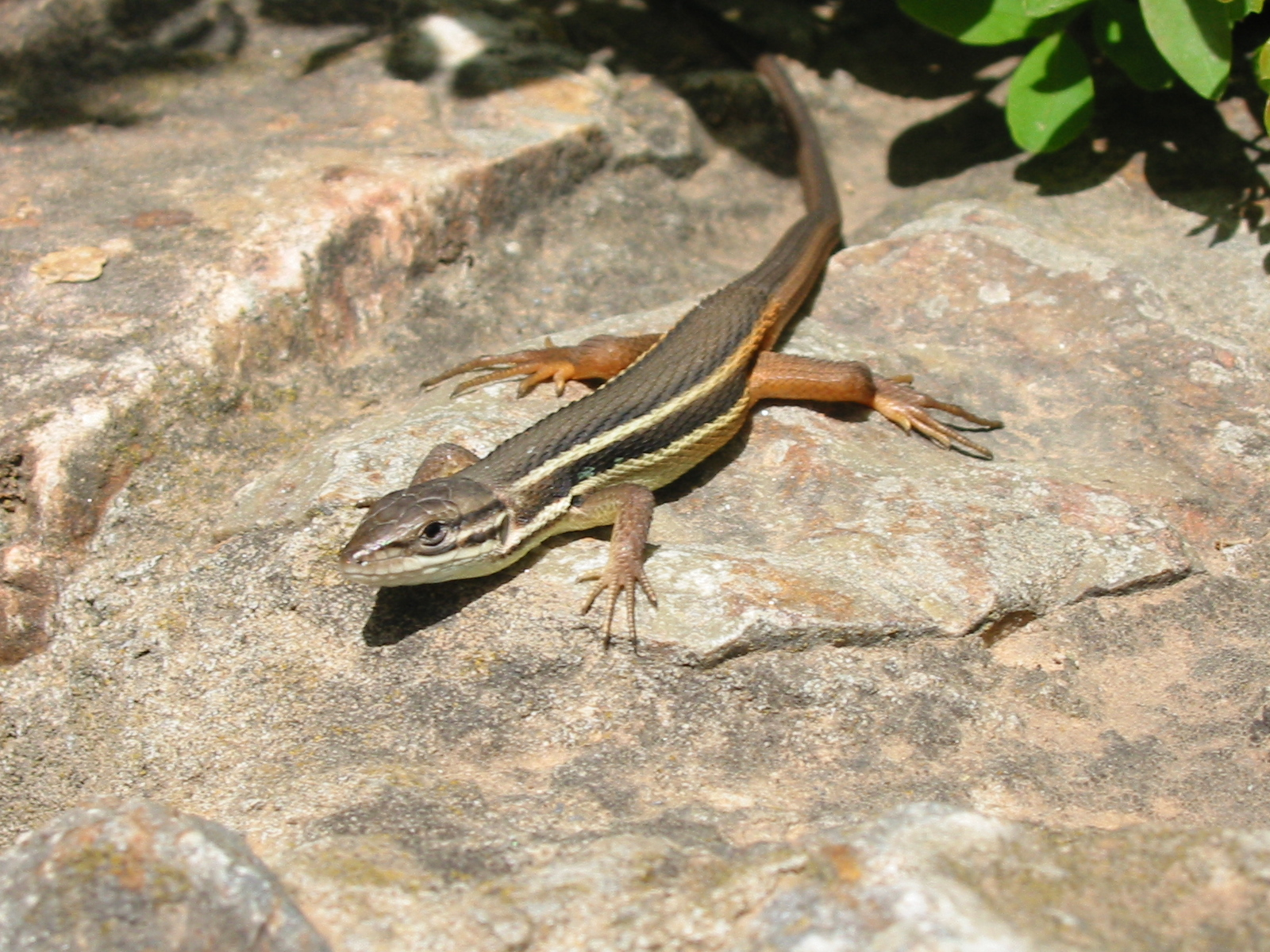
Squamate dans le parc.
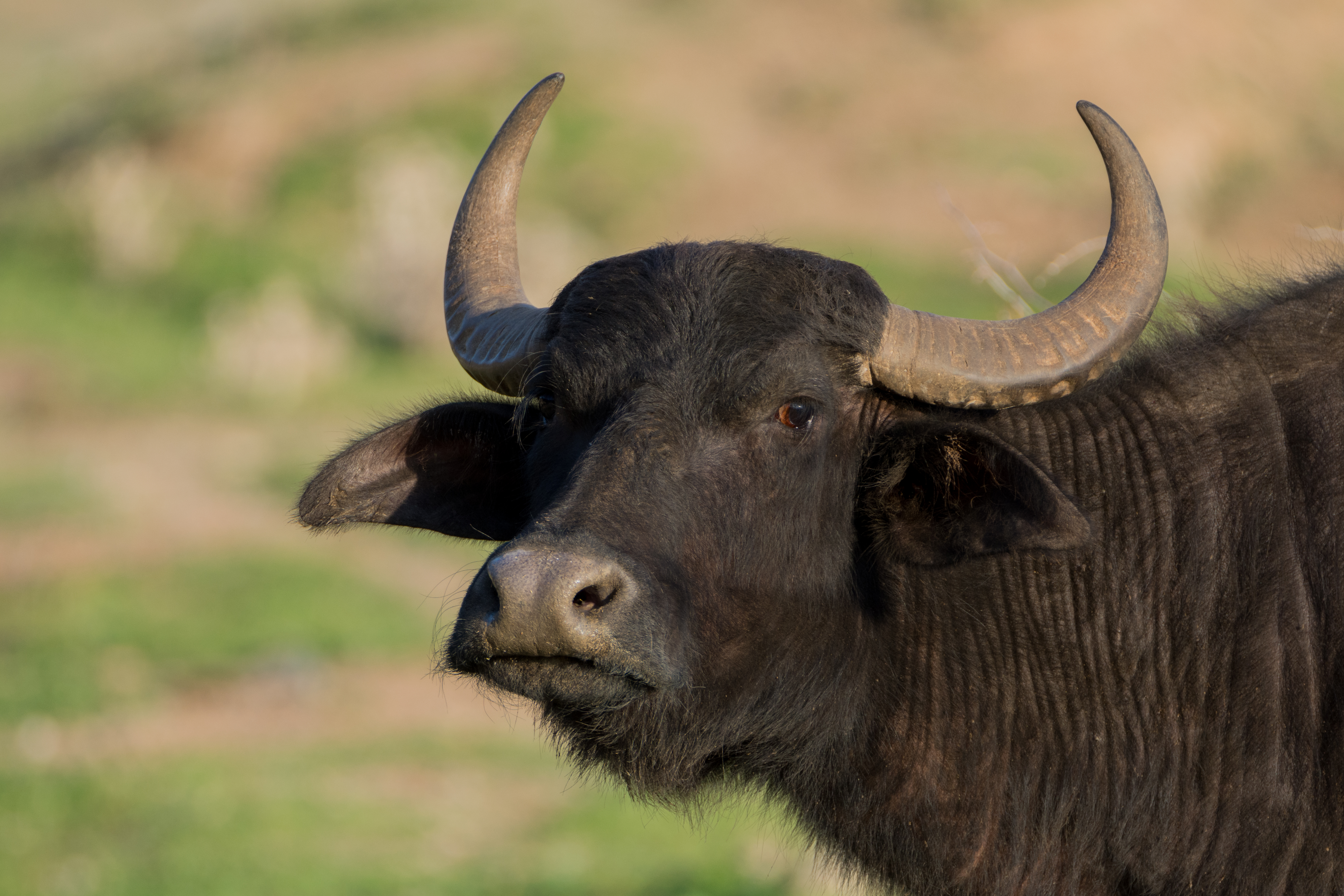
Bubalus bubalis dans le parc.

## Menaces
Toutefois, le site est menacé par la construction de barrages sur les cours d'eau en amont, ce qui accentue la salinité des eaux et perturbe l'écosystème. Une écluse est censée aider à mieux réguler les apports d'eau douce. Le site reste protégé par la modestie des aménagements d'accueil limités à un petit écomusée ainsi qu'à quelques sentiers de randonnée pédestre. En 1996, le site est inscrit sur la liste du patrimoine mondial en péril en raison d'une augmentation de la salinité de ses eaux qui menace des centaines de milliers d'oiseaux migrateurs. Un projet d'urgence est mis en œuvre par l'Unesco pour protéger le site en développant un plan de suivi pour le parc, en mettant en place une nouvelle stratégie de gestion et en conduisant à une meilleure gestion et utilisation des ressources hydrauliques du site. Les autorités tunisiennes ont mis fin à l'utilisation agricole des eaux du lac, réduisant la salinité et permettant le retour de nombreuses espèces d'oiseaux dans le parc. Ce projet a permis de retirer le parc de la liste du patrimoine mondial en péril en 2006.

## Patrimoine culturel
Le parc dispose d'un écomusée et d'un musée géologique. Des carrières abandonnées relevant les richesses géologiques du site sont visibles, comme la carrière de Kreloua. Le parc abrite également quelques vestiges archéologiques.